# 东塞皮克省
东塞皮克省（英語：East Sepik Province）是巴布亚新几内亚20省之一，首府韦瓦克（Wewak）。东塞皮克省面积为43,426平方公里。根據2010年的人口普查，該省人口有433,481人。該省省政府於1976年成立。

## 行政区划
- 安本蒂-德雷基基爾縣
- 安戈拉姆縣
- 馬普里克縣
- 韋瓦克縣
- 沃塞拉-加維縣
- 揚戈魯-紹西亞縣